# Fuck tha Police
Fuck tha Police è un brano musicale del gruppo gangsta rap statunitense N.W.A, facente parte del loro album in studio Straight Outta Compton, pubblicato nel 1988.
Anche se mai pubblicata come lato A di un singolo, la canzone è stata classificata nel 2004 alla posizione numero 425 nella lista delle migliori 500 canzoni di sempre redatta dalla rivista Rolling Stone. Sempre la stessa rivista, questa volta nella versione italiana, nel 2013 ha inserito Fuck tha Police alla posizione numero 15 nella classifica delle 50 migliori canzoni rap/hip hop di sempre.
Brano altamente controverso che tratta della brutalità delle forze dell'ordine contro le minoranze; il testo della canzone provocò la stretta sorveglianza della band da parte dell'FBI.
Sin dalla sua prima uscita nel 1988, lo slogan Fuck the Police continua ad influenzare la cultura pop odierna sotto forma di magliette, dipinti, murales, graffiti, e trasposizioni in altri generi musicali come dimostrato dalla cover del brano ad opera dei Rage Against the Machine.

## Il brano

### Contenuti
(DJ Yella)
Fuck tha Police è una canzone di protesta che critica i modi bruschi e spicci con cui la polizia californiana cattura e processa i criminali, accanendosi particolarmente sugli afroamericani. Ice Cube, MC Ren ed Eazy-E hanno i ruoli di "procuratori", mentre Dr. Dre è un "giudice" che guida il processo degli "N.W.A contro la polizia". Le testimonianze in rima esprimono rabbia contro il razzismo e la violenza dei poliziotti, con un linguaggio abrasivo e triviale scandito da Ice Cube.

### Origine e storia
Il testo del brano venne scritto da Ice Cube mentre si trovava a scuola in Arizona. Inizialmente Dr. Dre non volle utilizzarlo, in quanto non voleva nessun riferimento alla polizia sul disco perché, a suo parere, a nessuno sarebbe interessato di ascoltare una canzone sulla polizia. Quindi in un primo momento Ice Cube gettò il foglio del testo nel cestino ma un suo amico di nome Phil lo recuperò prontamente. Cube tornò a lavorare alla traccia al termine delle sedute di registrazione dell'album Eazy-Duz-It di Eazy-E, riproponendola agli altri membri del gruppo in cerca di nuovo materiale per l'album dei N.W.A. Questa volta fu DJ Yella a tentennare, particolarmente preoccupato per il titolo della canzone, ritenuto troppo provocatorio. L'approvazione definitiva del pezzo si ebbe per volere di MC Ren, e la band incise il brano per l'inclusione nel nuovo album. La base della canzone deriva in massima parte da un campionamento modificato di Funky Drummer, brano del 1970 di James Brown.

### Impatto e polemiche
A causa della canzone, la crew fu sempre tenuta sotto controllo dalla polizia durante i concerti. In uno di questi gli N.W.A cominciarono a lanciare la base del brano Fuck tha Police, ma ancora prima di poter cominciare a rappare la polizia li trascinò via dal palco con la forza e il gruppo venne arrestato. Una delle ragioni per questo accanimento fu proprio Fuck tha Police, il cui testo controverso causò una diffida ufficiale al gruppo da parte dell'FBI e della CIA, che inviarono una lettera alla casa discografica Ruthless Records informando l'etichetta del loro disappunto circa il testo e il messaggio d'odio verso le forze di polizia insito nella canzone, vietando inoltre che gli N.W.A si esibissero in concerto in diverse località. La lettera dell'FBI non fece altro che pubblicizzare ulteriormente la famigerata fama della traccia.
La canzone si rivelò profetica nel prevedere il crescente risentimento contro le forze dell'ordine di Los Angeles che successivamente sfociò nei disordini del 1992 causati dal pestaggio di Rodney King. Inoltre il testo del brano lascia intendere come gli agenti di polizia afroamericani siano anche peggiori dei poliziotti di pelle bianca.
Particolarmente controversa è la parte del testo della canzone dove viene incoraggiata la violenza nei confronti della polizia; frasi come: «I'm a sniper with a hell of a scope/Taking out a cop or two, they can't cope/with me» ("Sono un cecchino con una mira infernale/Facendo fuori un poliziotto o due, loro non possono scherzare/con me") e «A sucka in a uniform waitin' to get shot/by me, or anotha nigga» ("Uno stronzo in uniforme aspetta di essere ammazzato/Da me, o da un altro negro") si riferiscono direttamente all'omicidio di agenti di polizia.
Nel 1996, durante le proteste di massa a Belgrado, Fuck tha Police e Fight the Power dei Public Enemy furono suonate senza interruzione per due giorni da B92, una stazione radiofonica di Belgrado, come forma di espressione del pensiero dei manifestanti contro la polizia ed il regime serbo.
Nel 2020, in seguito all'omicidio di George Floyd da parte di un agente di polizia di Minneapolis, Fuck tha Police tornò alla ribalta come uno degli inni dei manifestanti contro la brutalità poliziesca. I manifestanti scrissero il titolo del pezzo su decine di muri e cartelloni pubblicitari con le bombolette spray, intonando il brano durante le manifestazioni di protesta. Una delle conseguenze fu l'aumento del 300% dei dati di streaming della canzone. Interrogato circa la longevità della canzone, MC Ren dichiarò: «Il messaggio è lo stesso oggi e sarà così anche quando sarò morto».

## Censura

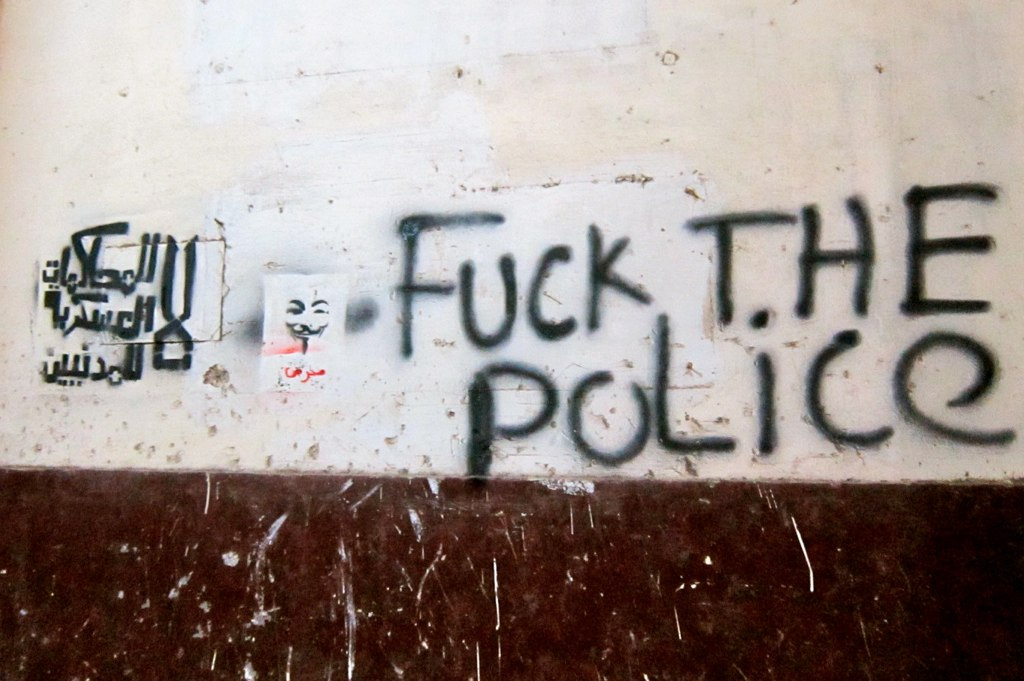
Un graffito con la scritta "Fuck the police" a Il Cairo nel 2011

Nel 1989 la stazione radiofonica australiana Triple J trasmise Fuck tha Police (unica stazione radio nel mondo a farlo) per circa sei mesi, prima che la canzone fosse messa al bando dalla Australian Broadcasting Corporation a seguito di una campagna da parte di un senatore del partito liberale australiano. In segno di protesta, lo staff della radio mandò in onda Express Yourself dei N.W.A ininterrottamente dalle nove del mattino alle quattro e mezza del pomeriggio, per un totale di 82 volte. La canzone veniva preceduta prima di ogni esecuzione, da un comunicato che spiegava perché fosse stata modificata la normale programmazione.
Il 10 aprile 2011 il musicista dub neozelandese Tiki Taane venne arrestato con l'accusa di "disturbo della quiete e incitamento alla violenza" per avere suonato la canzone in concerto in un locale di Tauranga, durante un'ispezione della polizia nel club. Il 13 aprile, Tiki disse a Marcus Lush di Radio Live che l'arresto fu del tutto inaspettato da parte sua.

## Cover e riferimenti
- Il gruppo musicale rap metal Rage Against the Machine ha eseguito dal vivo una cover del brano, poi inserita nell'album Live & Rare.
- Il brano è stato reinterpretato anche dai gruppi nu metal Dope e Soulfly. Kanye West allude alla canzone nel suo singolo All Falls Down dove dice: «I say 'fuck the police', that's how I treat 'em».
- Cop Killer, una canzone del 1992 della band metal di Ice-T, i Body Count, affronta tematiche simili e contiene le parole «fuck the police».
- Alla canzone viene satiricamente fatto riferimento nell'episodio I terribili ninja della diciannovesima stagione di South Park, quando i cittadini protestano contro la polizia.[18]
- L'ex membro dei N.W.A Ice Cube campionò il brano nella traccia In the Late Night Hour del suo album Greatest Hits del 2001.